# Стефан Гротгюйс

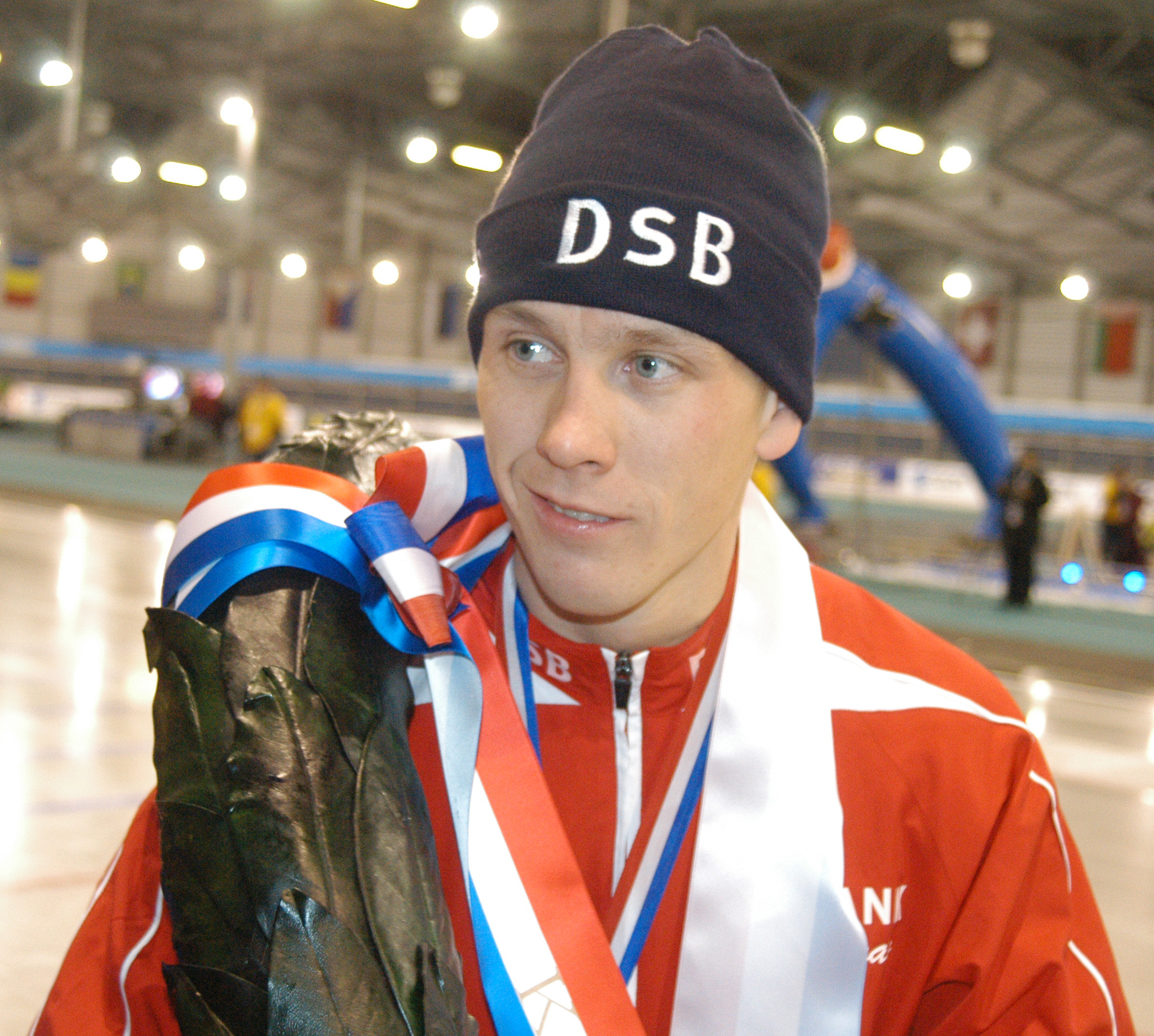
Стефан 2009 року

Сте́фан Гро́тгюйс (нід. Stefan Groothuis; нар. 23 листопада 1981, Емпе, Нідерланди) — нідерландський ковзаняр. Чемпіон зимових Олімпійських ігор 2014 року на дистанції 1000 м.